# Benny Nielsen
Benny Leo Nielsen (Aalborg, 26 marzo 1966) è un ex nuotatore danese.
Specializzato nella farfalla ha vinto la medaglia d'argento nei 200 m farfalla alle Olimpiadi di Seoul 1988.

## Palmarès
- Olimpiadi
  - Seoul 1988: argento nei 200 m farfalla.
- Mondiali
  - 1986 - Madrid: bronzo nei 200 m farfalla.
- Europei
  - 1985 - Sofia: argento nei 200 m farfalla.
  - 1987 - Strasburgo: argento nei 200 m farfalla e bronzo nei 100 m farfalla.